# Ana Branger
Ana Luisa Branger (nascida no início da década de 1920) é lembrada como uma das pioneiras do sexo feminino na aviação da Venezuela. Ela recebeu a sua licença de pilotagem em 1942, após receber treino e instrução na Escuela de Aviación Miguel Rodríguez em Maracay. Em novembro de 1939, Maria Calcaño tinha, de facto, tornado-se na primeira venezuelana a quem foi concedida uma licença de pilotagem, embora tivesse recebido a licença das autoridades dos Estados Unidos.